# Wazzin
Wazzin (tiếng Ả Rập: وازن Wāzzin) là một đô thị ở miền tây Tripolitania và thuộc vùng biên giới của Libya. Thành phố có biên giới với Tunisia. Thành phố nằm trong vùng nội địa và cách Địa Trung Hải một đoạn nhỏ về phía bắc, đô thị cách [[Tripoli 360 kilômét (220 mi) về phía tây. Wazzin nằm trên một vùng sa mạc gần cực tây của Dãy núi Nafusa, thuộc quận Nalut.
Dân cư tại Wazzin chia thành hai bộc tộc, Awlad Mahmoud và Arrbai'a, cả hai đều được chioa thành các thị tộc nhỏ hơn.
| Awlad Mahmoud     | Arrbai'ah      |
| ----------------- | -------------- |
| Awlad 'uthman     | Awlad 'li      |
| Awlad 'abdurrahim | Awlad Mahammed |
| Awlad Jma'        | Awlad Yahya    |
| Annjajra          | Awlad Sleman   |